# JSM i simning (långbana)
JSM i simning avgörs varje sommar i 50 meters-utomhusbassäng tillsammans med SM i simning. SM och JSM har samarrangerats sedan 1988.

## Värdar
- 1986 – Örebro
- 1987 – Göteborg
- 1988 – Jönköping
- 1989 – Landskrona
- 1990 – Norrköping
- 1991 – Uppsala
- 1992 – Borås
- 1993 – Landskrona
- 1994 – Norrköping
- 1995 – Landskrona
- 1996 – Uppsala
- 1997 – Norrköping
- 1998 – Sundsvall
- 1999 – Halmstad
- 2000 – Citadellbadet, Landskrona
- 2001 – Sundsvall
- 2002 – Citadellbadet, Landskrona
- 2003 – Centralbadet, Norrköping
- 2004 – Eriksdalsbadet, Stockholm
- 2005 – Sundsvall
- 2006 – Citadellbadet, Landskrona
- 2007 – Simstadion, Halmstad
- 2008 – Centralbadet, Norrköping
- 2009 – Tinnerbäcksbadet, Linköping
- 2010 – Lindängsbadet, Malmö
- 2011 – Simstadion, Halmstad
- 2012 – Norrköping[1]
- 2013 – Simstadion, Halmstad
- 2014 – Borås
- 2015 – Sundsvall
- 2016 – Norrköping
- 2017 – Borås
- 2018 – Landskrona
- 2019 – Malmö
- 2020 – Inställt[a]
- 2021 – Halmstad
- 2022 – Linköping
- 2023 – Umeå
- 2024 – Linköping
- 2025 – Norrköping